# Pariastruikgors
De pariastruikgors (Arremon phygas) is een zangvogel uit de familie Emberizidae (gorzen).

## Verspreiding en leefgebied
Deze soort komt voor in de bergen van noordoostelijk Venezuela, met name in Anzoátegui, Monagas en Sucre.